# Maaret Castrén
Maaret Kaarina Castrén, född 1959 i Helsingfors, är en finländsk läkare och politiker (Samlingspartiet). Hon är ledamot av Finlands riksdag sedan 2024 och hon representerar Helsingfors valkrets. Aura Salla blev invald i Europaparlamentet 2024 och Castrén ersätter henne i riksdagen.
I riksdagsvalet 2023 blev Castrén suppleant i Helsingfors valkrets med 3 699 röster.